# Ips plastographus
Ips plastographus es una especie de escarabajo del género Ips, tribu Ipini, familia Curculionidae. Fue descrita científicamente por Wood y Bright en 1992.
Se mantiene activa durante los meses de enero, febrero, marzo, abril, mayo, julio, agosto, septiembre, octubre y noviembre.

## Descripción
Mide 4,6 milímetros de longitud.

## Distribución
Se distribuye por Estados Unidos, México y Canadá.